# Палазони
Палазони (груз. ფალაზონი) — село в Грузии. Находится в Зугдидском муниципалитете края Самегрело-Верхняя Сванетия. Село расположено на Одишской низменности, на высоте 110 метров над уровня моря, через него протекает река Чанисцкали.
Расстояние до Зугдиди — 17 км.
По данным переписи 2014 года в деревне проживало 389 человек, из них большинство грузины (мегрелы). Население края исповедует православие и являются прихожанами Зугдидский и Цаишской епархии Грузинской Православной Церкви.